# 路易斯·阿古斯丁·加西亚·吉多
路易斯·阿古斯丁·加西亚·吉多（西班牙語：Luis Agustín García Guido，1941年6月21日—），乌拉圭男子篮球运动员，曾代表乌拉圭国家队参加1964年夏季奥运会男子篮球比赛，并获得第八名。